# Curtiss A-14

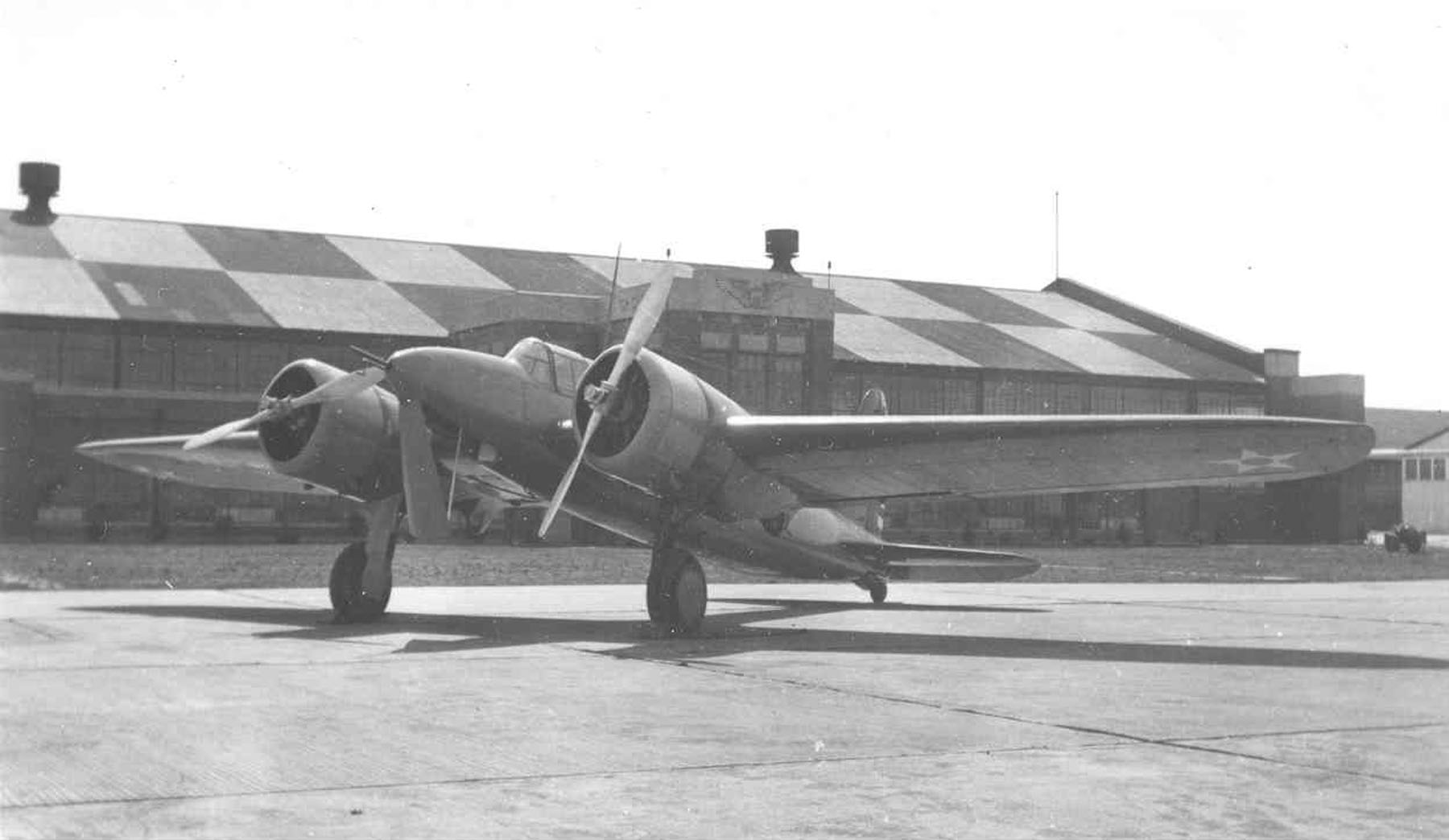
XA-14

Die Curtiss A-14 Shrike (Werksbezeichnung Model 76) war ein zweimotoriges Bodenangriffsflugzeug des US-amerikanischen Herstellers Curtiss Aeroplane and Motor Company aus den 1930er Jahren, von dem lediglich ein Prototyp XA-14 gebaut wurde. Mit verbesserten Triebwerken wurde das Baumuster in 13 Exemplaren vom United States Army Air Corps (USAAC) als Curtiss A-18 (Model 76A) eingesetzt.

## Geschichte
Curtiss entwickelte 1934 die A-14 als erstes zweimotoriges Bodenangriffsflugzeug des USAAC parallel zu dem Jagdflugzeug Model 75. Als unternehmenseigene Maschine trug der Prototyp anfangs das zivile Kennzeichen (N)X-15314 und flog im September 1935 zum ersten Mal. Als Antrieb setzte Curtiss das neue und noch unerprobte Triebwerk Wright R-1670-5 ein. Die Army testete die Maschine auf dem Wright Field und gab sie danach wieder an Curtiss zurück. Nach einigen Verbesserungen, zu denen eine Änderung des zuvor kreisrunden Querschnitts der Motorverkleidung und der Einbau von Constant-Speed-Propellern gehörte, wurde die Maschine von der Army im Dezember 1935 als XA-14 (USAAC-Seriennr. 36-146) abgenommen. Die XA-14 hatte nur eine kurze Einsatzdauer; nach lediglich 158 Flugstunden wurde sie im August 1938 verschrottet. Am 23. Juli 1936 bestellte die Army 13 Exemplare (USAAC-Seriennr. 37-52 bis 64) als Y1A-18 (Model 76A) zur Diensterprobung. Die Auslieferung der Maschinen fand von Juli bis Oktober 1937 statt. Der Hauptunterschied zur XA-14 lag in der Verwendung von Wright-R-1820-47-Triebwerken, die mit Dreiblattpropellern ausgestattet waren.

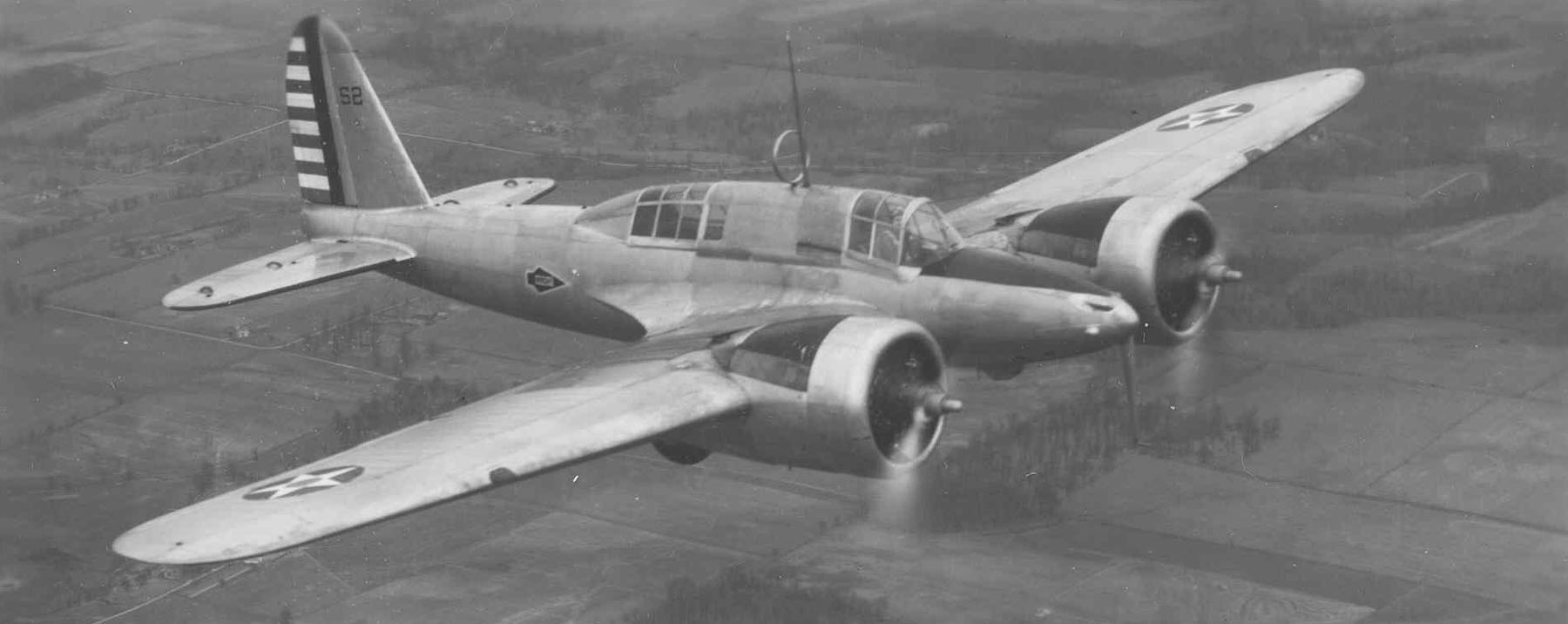
Erste Y1A-18 (37-52) noch ohne Verbandskennzeichen

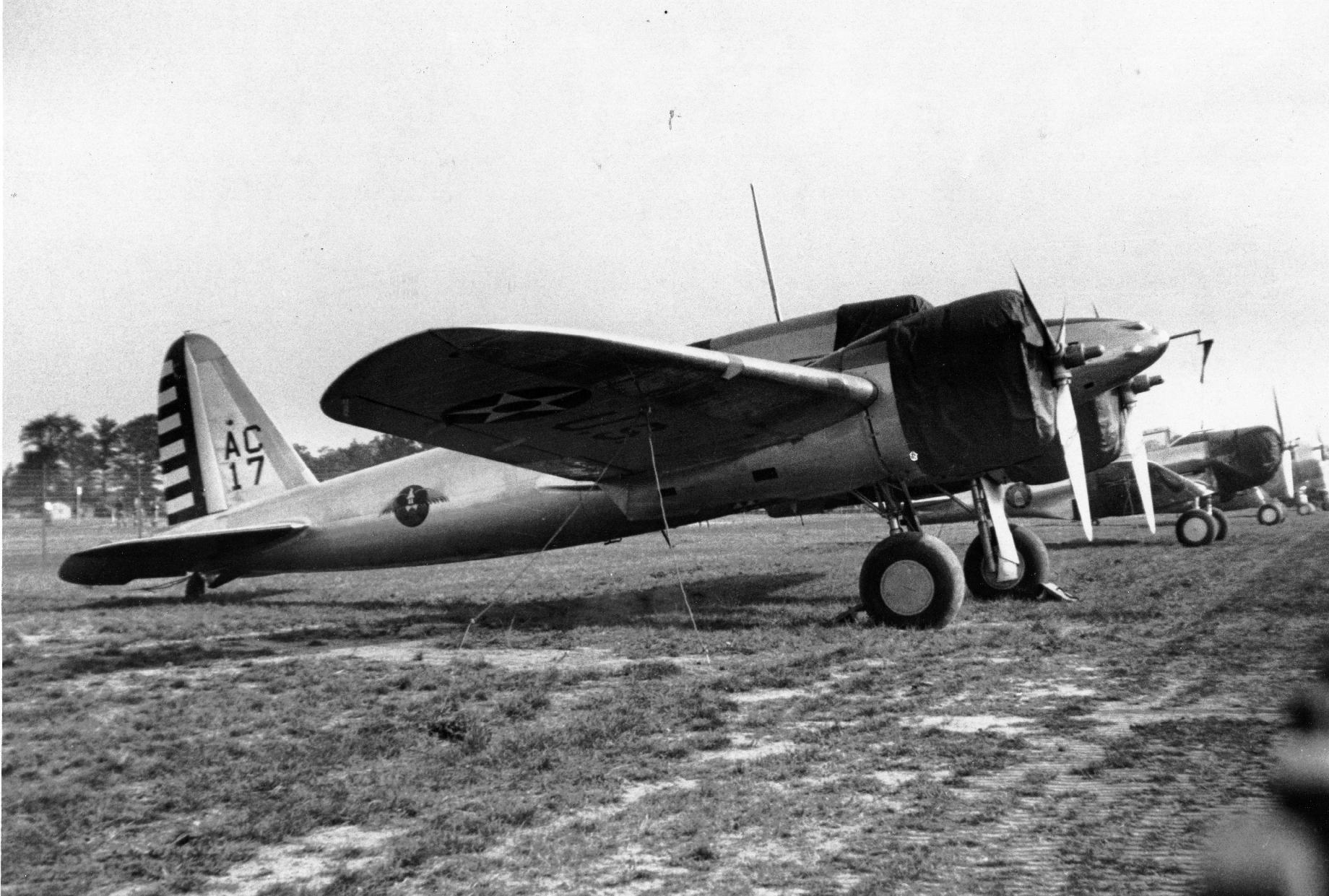
Y1A-18 mit dem Wappen der 8th Attack Sqn. (Rumpf) und Markierungen der 3rd Attack Group (Leitwerk)

Eingesetzt wurde die Y1A-18 anfangs bei der 8th Attack Sqn., die zur auf dem Barksdale Field in Louisiana stationierten 3rd Attack Group gehörte. Dann übernahm die 3rd Bombardment Group die Maschinen und setzte sie ab 1940 unter der Bezeichnung A-18 zu Schulungszwecken ein. Das letzte Flugzeug wurde 1943 außer Dienst gestellt.

## Konstruktion
Die A-14 war eine Ganzmetallkonstruktion in Halbschalenbauweise, lediglich die Steuerflächen und die Tragfläche hinter dem vorderen Holm waren stoffbespannt. Alle Räder des Spornradfahrwerks fuhren nach vorne ein, wobei jeweils eine Radhälfte im Wind verblieb. Vier Maschinengewehre .30 cal waren in dem sehr kurzen Rumpfbug konzentriert, während ein einzelnes, bewegliches MG dieses Kalibers vom hinteren Cockpit aus bedient werden konnte. In einem Rumpfschacht konnte die XA-14 eine leichte Bombenladung mitführen; die Y1A-18 hatte dagegen zwei Bombenschächte in den Tragflächen für jeweils 90 kg Zuladung. Unter den Tragflächen konnten Chemikalien-Tanks für die Vernebelung des Gefechtsfeldes und zusätzliche Bomben mitgeführt werden.

## Technische Daten
| Kenngröße             | Daten XA-14                                                           | Daten Y1A-18                                                          |
| --------------------- | --------------------------------------------------------------------- | --------------------------------------------------------------------- |
| Besatzung             | 2                                                                     | 2                                                                     |
| Länge                 | 12,34 m                                                               | 12,49 m                                                               |
| Spannweite            | 18,13 m                                                               | 18,13 m                                                               |
| Flügelfläche          | 49,23 m2                                                              | 49,23 m2                                                              |
| Höhe                  | 3,35 m                                                                | 3,50 m                                                                |
| Leermasse             | 4026 kg                                                               | 4345 kg                                                               |
| max. Startmasse       | 5287 kg                                                               | 5828 kg                                                               |
| Antrieb               | 2 × Wright R-1670-5 mit je 775 PS (570 kW)                            | 2 × Wright R-1820-47 mit je 850 PS (625 kW)                           |
| Höchstgeschwindigkeit | 391 km/h                                                              | 398 km/h                                                              |
| Reichweite            |                                                                       | 1048 km                                                               |
| Dienstgipfelhöhe      | 8530 m                                                                | 7620 m                                                                |
| Bewaffnung            | 5 × Maschinengewehre Kaliber 7,62 mm 20 Bomben von je 13,6 kg (30 lb) | 5 × Maschinengewehre Kaliber 7,62 mm 20 Bomben von je 13,6 kg (30 lb) |